# Russisches Kegeln

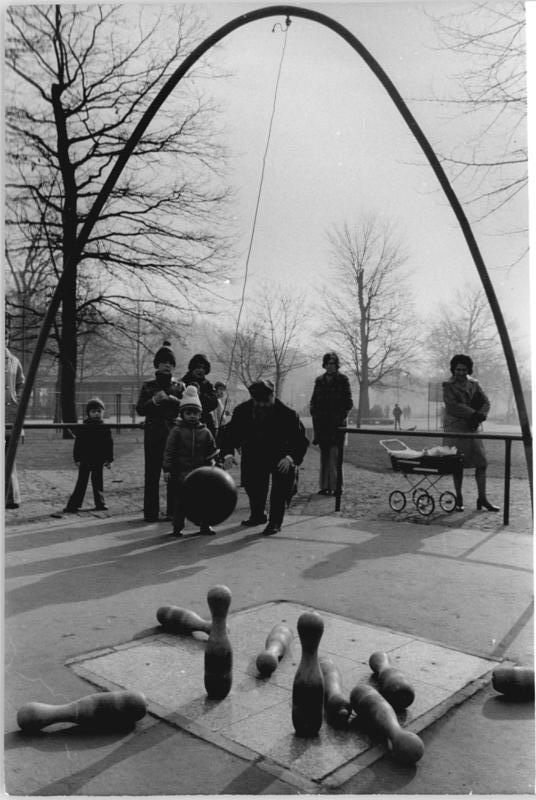
Russisches Kegeln in Berlin (1975)

Das russische Kegeln ist eine Sportart, bei der neun Kegel im Freien ohne Bahn gespielt werden.
Die Kugel ist an einem Galgen oder einem Baumast aufgehängt und die Kegel werden von hinten angespielt. Entsprechend existiert auch die Bezeichnung Galgenkegeln. Nach jedem Wurf bleiben die Kegel liegen, und der nächste Spieler ist an der Reihe.